# Automeris llaneros
Automeris llaneros – gatunek motyla z rodziny pawicowatych i podrodziny Hemileucinae.

## Taksonomia
Gatunek ten opisany został po raz pierwszy w 2021 roku przez Thibauda Decaënsa, Rodolphe Rougerie i Diego Bonillę na łamach ZooKeys, w artykule współautorstwa Frédérica Bénéluza i Liliany Ballesteros-Mejii. Opisu dokonano na podstawie okazów odłowionych w 1999 roku w okolicach Carimagui i Orocué na terenie Kolumbii.
A. llaneros zajmuje pozycję siostrzaną dla kladu obejmującego A. belizonensis i A. mineros.

## Morfologia
Motyl ten osiąga od 72 do 74 mm rozpiętości skrzydeł. Głowę ma ciemnobrązową z brązowymi głaszczkami i czułkami.
Wierzch tułowia jest ciemnobrązowy, zaś jego spód i odnóża są jasnobrązowe. Przednie skrzydło jest nieco wydłużone z lekko uwydatnionym wierzchołkiem i prostą lub trochę wypukłą krawędzią zewnętrzną. Tło wierzchu skrzydła jest matowo pomarańczowobrązowe. Brązowa linia biegnie dosiebnie od beżowej, cienkiej linii przedśrodkowej. Linia zaśrodkowa również jest cienka i beżowa, ledwo widoczna, słabo wypukła. Znak dyskowo-oczny ma kształt prostokątny i barwę ciemniejszą od tła z trzema ciemnobrązowymi kropkami. Spód skrzydła przedniego ma żółtobrązowe tło z ciemniejszymi liniami zaśrodkową i przedkrawędziową oraz dużym, czarnym znakiem dyskowo-ocznym z białą kropką pośrodku. Żyłki zaznaczone są pomarańczowymi łuskami. Skrzydło tylne ma część nasadowo-środkową pomarańczową z ciemnobrązowym opyleniem i z dużą plamką oczną o białej źrenicy, szarobrązowej tęczówce oraz czarnej i żółtej obwódce. Linia zaśrodkowa jest czarna, półksiężycwata i obrzeżona żółtymi łuskami. Część zaśrodkowa skrzydła ma matowopomarańczowe tło. Przepaska marginalna jest duża i szara. Spód skrzydła tylnego jest pomarańczowobrązowy z białą kropką dyskalną i ze szczątkową linią przedkrawędziową tworzącą U-kształtne znaki między żyłkami.
Odwłok jest z wierzchu pomarańczowobrązowy, a pod spodem jasnobrązowy. Genitalia samca charakteryzują się stosunkowo krótkimi i zaokrąglonymi walwami o silnie zakrzywionych ramionach, sięgającym daleko za walwy unkusem o silnie rozdwojonym wierzchołku oraz prawie prostokątną płytką środkową gnatosa szerokością dorównującą trójkątnemu sakusowi.

## Występowanie
Owad neotropikalny, endemiczny dla Kolumbii. Zasiedla formację llanos na nizinach wschodniej Kolumbii, w zlewni Orinoko.